# SCO・Linux論争
SCO・Linux論争（SCO・Linuxろんそう）は、ソフトウェア会社SCOグループとLinux関係者（ベンダー・コミュニティ・ユーザー）の間で起きたUNIXの知的財産権の所有者にまつわる訴訟と公共の場での一連の論争の総称である。
SCOグループは2003年に自らがUNIXの知的財産権保持者であり、更にLinuxにUNIXのソースコードが盗用されていると主張した。SCOグループは、UNIXの知的財産権を保持している、LinuxがUNIXのソースコードを利用している、の2点を根拠にLinux関係者に対して権利行使に基づくライセンスビジネスを発表したが、Linux関係者は不適当な権利行使であるとして受け入れなかった。この主張の相違がSCOグループとLinux関係者の論争の起点となり、ここからSCO・Linux論争が始まった。
SCOグループとLinuxベンダーの論争は法廷に持ち込まれ、SCOグループはIBM・ノベル・レッドハット・DaimlerChrysler・AutoZoneと民事裁判で争った。SCOグループとLinuxコミュニティ・ユーザーの論争は主に後者によるSCOグループの主張の誤りの指摘であったが、SCOグループが言及していなかったGPLのコピーレフト制約違反やマイクロソフトの関与告発など知的財産権主張から離れた視点での論争に広がった。
SCOグループがUNIXの知的財産権を保持しているという主張が論争の根底をなしていたが、この主張は2007年8月10日に退けられ、ノベルがUNIXの権利を保持していると判決が出された。また、ノベルはLinuxにUNIXのソースコードが含まれているとは考えていないと声明を出し、LinuxがUNIXの知的財産権を侵害しているという疑惑は払拭されている。

## 背景
UNIXはアメリカ合衆国で開発されたメジャーなオペレーティングシステム (OS) の1つである。UNIXの権利・資産は1993年以前までは原則的にUnix System Laboratoriesが保持しており、1993年にUnix System Laboratoriesからノベルへ全権利を売却した後、その権利の何度かの売却・購入を経て、SCOグループが暗黙の中で権利を利用していた。
SCOグループは、2003年1月22日にSCOsourceというビジネスモデルにおいて、UNIXソースコードを含む同社の知的財産権のライセンスビジネスを展開すると発表した。同時にSCOsourceの最初のミッションとして、LinuxがSCO UNIXシステムをライセンスを伴わず利用していると主張して、Linuxユーザーに対してSCO System Vのライセンスを開始することを発表した。
SCOグループは2003年5月12日に、他のUNIX系列のオペレーティングシステム、Linuxを含むUnix系OSと競合他社が販売するUNIX OS、はUNIXのソースコードを知的財産権を侵害してライセンス契約を伴わず利用しているとして、UNIX・Linux関係の1,500社に知的財産権とライセンス契約に関する書面を送った。ノベルはSCOのUNIX権利・資産の売却・購入の連鎖においてUNIX System Vのコアは含まれておらず自社が権利を保持していると主張し、ノベルはSCOグループと権利の在処について応酬した。ノベルは2003年10月にアメリカ合衆国著作権局にそれらの著作権申請を申し出た。SCOグループは、ノベルの行為を名誉毀損であると訴えて法廷論争へと発展した。
SCOグループは、2013年6月21日にUNIX System VのソースコードがLinuxに盗用されていると発表した。しかし、盗用されたと主張するソースコードの箇所は明示せず、法廷において公開すると具体的な内容は伏せていた。SCOグループは、このLinuxの盗用主張をもってIBM・レッドハット・DaimlerChrysler・AutoZoneとの法廷論争へと発展した。

## UNIX SVRx
UNIX System V Release x (UNIX SVRx) はいくつものバージョンがリリースされているが、SCOグループの主張は主にSVR5を対象にしている。ただし、過去のバージョンから引き継いだソースコードからの遺伝性権利もあり、様々な観点からSCOグループの主張の正当性・非正当性が議論されている。

### UNIXのコピーライト
UNIXのコピーライトは非常に曖昧で、UNIXのソースコードはCopyright Act of 1976が確立される以前に書かれていたり、サードパーティーベンダーが開発していたり、当時の現在とは異なるライセンスの下で開発・ライセンスしていたりしていた。1976年以前に書かれたコピーライト表記のないソースコードはCopyright Act of 1976により自動的に著作権が作成され、その上で恐らくパブリックドメインとして扱って良いものとして、著作権主張の議題には上がらない。USL対BSDiに関わるソースコードはBSDライセンスが適用される。1983年時点に有効なライセンスでUnix System Laboratoriesが保持していたソースコードの権利はノベルに譲渡されている。その他の明確に成りきらないソースコードのコピーライトは各個においてコミュニティやユーザーにより精査されている。
1993年以前は、UNIXの知的財産権はAT&Tの下位組織であるUnix System Laboratoriesが保持していた。Unix System Laboratoriesは1993年にUNIXの全ての権利と資産（著作権・トレードマーク・有効なライセンス契約を含む）をノベルに売却している。この後、ノベルは1995年に権利と資産の一部、それに加えてノベルが開発物からなる資産をSanta Cruz Operationに売却した。Santa Cruz Operationは2000年までPC UNIXの開発・販売を行い、Santa Cruz OperationはCaldera Systemsに統合してUNIXの資産を委譲した。Caldera Systemsは後にCaldera Internationalに再編成され、SCOグループに名称を変更した。この売却・購入の連鎖を根拠にSCOグループは自らがUNIXの所有者であると主張している。

### Linuxコードの逆輸入指摘
EWeekは、SCOはLinuxカーネルの機能の一部をSCO UNIXに逆に輸入しているのではないかという指摘を報告した。もし本当であれば、Linuxカーネルのコピーライトを侵害していることになる。SCOはこの指摘を否定しているが、Groklawによれば、一人のSCO社員が委託でそれを確認したとのことである。

### SCOとGPL
フリーソフトウェア財団(FSF)の法務顧問・エベン・モグレン(当時)は、FSFの見解として次のように述べた。すなわち、SCOが守秘義務の違反や著作権の侵害を主張するソースコードは、SCO自身が何年も前からGNU General Public License(GPL)にのっとってLinuxを頒布しているため、同社の主張は成り立たない。
SCOはこれに対し、自社のコードがLinuxに含まれていることを知らなかったのであるから、GPLによる頒布をしたことにはあたらないと反論した。ただ、SCOが自社の主張を唱え始めてから数年後の2006年7月～8月になっても、ELFファイル形式に関連するファイル(SCOがSystem V関係のファイルであると主張するファイルの一部)が同社のFTPサーバーからGPLでダウンロード可能な状態にあった。
訴訟の初期の段階で、SCOはGPLが無効であり、法的効力はないとも訴えた。前出のエベン・モグレンはこれに対し、SCOがLinuxを頒布できたのは、GPLがあったからにほかならないと主張した。後にSCOは「SCO対IBM」裁判でIBMから反訴を受けた際、ライセンスに従っているとした。
「SCO対IBM」裁判でGPLが問題点として取り上げられるようになった。米国の著作権法においては、第三者が著作権を保有する著作物を頒布するには著作権者の許可を得る必要があり、通常はライセンスの形でこの許可が与えられる。GPLはそうしたライセンスの一例であり、一定の制約のもとに頒布が許される。IBMは問題となっているコードをGPLで公開したため、Linuxに含まれるIBMのコードをSCOが複製および頒布するにはGPLが定める条件を満たなければならず、その中にはGPLを「承諾する」ことも含まれている。IBMは、SCOがGPLを公に無効だといい、さらに米国憲法、著作権法、輸出管理法令に反すると主張するのはGPL違反であると主張した。また、SCOが展開するSCOsourceプログラムは、GPLに基づいて公開された著作物の(複製やサポートの手数料を請求することはできるが、ライセンスは無料でなければならないとする)頒布要件に合致しないとした。その上でIBMは、SCOがIBMの著作物を有料のライセンスで頒布することによって、GPLに違反し、IBMの著作権を侵害していると反訴した。

## 法廷論争
SCOグループとLinuxベンダーは、SCOが主張するUNIXの知的財産権とLinuxがUNIXのソースコードを利用していることによるLinuxライセンスにおいて法廷で論争した。2003年から2004年にかけて、各社はお互いに訴訟・反訴をして、2010年前後におおよそ全ての判決が出ている。
アメリカ合衆国にコモン・ローの制度があること、争論の根元に共通してSCOグループのUNIX知的財産権保持の正当性疑義があることから、いくつかの訴訟は他訴訟の判決が出るまで論議を中断する命令が出した。

### SCO対IBM
2003年5月7日、SCOグループはIBMを契約違反と企業秘密漏洩で訴えた。後にSCOグループは企業秘密漏洩については取り下げたが、Linuxには直接関係しないが、IBMの開発するAIXに関するUNIX著作権侵害について主張している。

### SCO対レッドハット
2003年8月4日、レッドハットはSCOグループを偽装広告・詐欺的取引行為、SCOグループの著作権主張に侵害性がないことを宣言的な判断を求めて訴えた。

### SCO対ノベル
2004年1月20日、SCOグループはノベルをノベルのUNIXに関する著作権申請は無効であるとして訴えた。

### SCO対AutoZone
2004年3月4日、SCOグループはAutoZoneをAutoZoneが開発・利用するLinux製品においてSCOグループのUNIXの権利を侵害しているとして訴えた。

### SCO対ダイムラー・クライスラー
2004年3月4日、SCOグループはダイムラー・クライスラーをUNIXライセンス契約要請に反応しなかったとして訴えた。

## その他の問題と論争

### SCOコンシューマの訴訟除外
SCOグループは2003年6月23日にLinuxユーザーであっても同社のコンシューマーについては、知的財産権侵害の訴訟対象外とする旨を伝えるメールを送った。
SCO will continue to support our SCO Linux and OpenLinux customers and partners who have previously implemented those products and we will hold them harmless from any SCO intellectual property issues regarding Linux.

### ハロウィーン文書
エリック・レイモンドは、2003年6月28日にハロウィーン文書 Halloween IX「It Ain't Necessarily SCO」でSCOグループの主張が誤っていることを子細に渡り解説した。ハロウィーン文書がマイクロソフト以外について言及したのはこれが初めての事例となった。

## 他企業の関与
SCOグループを援護する側としていくつかの企業の関与が指摘されている。それぞれの企業の関与・援護は企業自身が明確に立場を見せているわけではなく、Linuxコミュニティなどからの指摘により関与が疑われている程度の関係のものもある。

### マイクロソフト
エリック・レイモンドは、ハロウィーン文書 Halloween X「Follow The Money」でコンサルタントがSCOグループ宛てに発信した2003年10月12日付けの電子メールをリークし、マイクロソフトからSCOグループへ8,600万ドルの資金の流れがあり、マイクロソフトがSCOグループの対Linux論争を後援していると述べた。SCOグループはこのメモ自体は本物であるが、マイクロソフトから直接的に資金援助を受けるなどのマイクロソフトの関与はないと強く否定している。
マイクロソフトは2003年5月に、SCOグループが所有するUNIX関連の特許がないにもかかわらず、「UNIXとUNIX関連の特許」のライセンスを得るためにSCOグループに600万ドルを支払った。この取引は、SCOグループの資金調達を促進するものとして広く報道され、SCOグループのIBMに対する訴訟に使われるだろうと推測された。

### ベイスター・キャピタル
2003年10月、ベイスター・キャピタルとカナダロイヤル銀行は、SCOグループのLinuxキャンペーンの訴訟費用を支援するため、SCOグループに5,000万ドルを投資した。後に、Linuxの競合製品であるWindowsを開発するマイクロソフトによって、ベイスター・キャピタルはSCOグループに紹介されたことが明らかにされた。2003年にマイクロソフトの推薦によってベイスター・キャピタルはSCOグループの支援を検討に入っており、ベイスター・キャピタルのマネージングパートナーであるローレンス・ゴールドファーブはマイクロソフトが主題においている証拠であると述べた。
2004年4月22日、ニューヨーク・タイムズ紙は、2003年10月にSCOグループに5,000ドルを投資したベイスター・キャピタルが、2,000万ドルの返却を求めていると報じた。5,000万ドルの内の残りの3,000万ドルはカナダロイヤル銀行からの投資であり、ベイスター・キャピタルの投資の全額返却となる。SCOグループはプレスリリースで、ベイスター・キャピタルの要請には確たる根拠がないと信じていると述べた。
2004年8月27日、SCOグループとベイスター・キャピタルはこの議論の解決に至った。

### キャノピー・グループ
キャノピー・グループは、ノベルの創設者でもあるヌーダ親族が所有する投資グループである。2005年2月まで、キャノピー・グループはSCOグループの株式を保有し、SCOグループの経営陣はキャノピー・グループの株式を保有していた。ヌーダ親族が横領の主張で役員の一人であるラルフ・ヤロを追放しようとしたとき、両当事者は激しい争いに巻き込まれた。この内部的なトラブルは公のトラブルとなり、キャノピー・グループは、SCOグループの株式および現金と引き換えに、SCOグループがキャノピー・グループの持っていた全ての株式を買い戻すことに合意した。
SCOグループとキャノピー・グループは今ではほとんど独立しているが、SCOグループはUtahのオフィススペースをキャノピー・グループから引き続き借りている。